# Пам'ятки Шостки
В місті Шостка на обліку перебувають пам'яток архітектури, пам'яток монументального мистецтва і історичні пам'ятки.

## Пам'ятки архітектури
| №  | Пам'ятка                                                                             | Датування | Місцезнаходження       | Зображення |
| -- | ------------------------------------------------------------------------------------ | --- | ---------------------- | ---------- |
| 1  | Будинок культури                                                                     | 1932 | вул. Свободи, 38.      |            |
| 2  | Будинок міськкому КПУ                                                                | 1957 (архіт.)                                                                                                   | вул. К. Лібкнехта, 53. |            |
| 3  | Будинок, у якому містився військово-революційний комітет та повітовий комітет КП(б)У | перша пол. 19 ст. (іст., архіт.).                                                                               | пров. Садовий, 51      |            |
| 4  | Церква Різдва Христового                                                             | Найстаріша будівля в місті. З її закладки почалося будівництво Шостки у 1779 році. Спорудження тривало 6 років. | м. Шостка.             |            |
| 5  | Житловий будинок                                                                     | 1956 | вул. Депутатська, 4.   |            |
| 6  | Житловий будинок                                                                     | 1957 | вул. Депутатська, 6.   |            |
| 7  | Житловий будинок                                                                     | 1956 | вул. Свободи, 22       |            |
| 8  | Житловий будинок                                                                     | 1927-1928 | вул. Свободи, 39       |            |
| 9  | Житловий будинок                                                                     | 1927-1929 | вул. Свободи, 41       |            |
| 10 | Житловий будинок                                                                     | 1938 | вул. Матросова, 4.     |            |
| 11 | Кінотеатр «Родина»                                                                   | 1960 | бул. Садовий, 13.      |            |
| 12 | Районна лікарня                                                                      | 1962 | вул. Щедріна, 1.       |            |
| 13 | Школа № 2                                                                            | 1936 | вул. Свободи, 31а.     |            |
| 14 | Школа № 7                                                                            | 1953 | вул. Матросова, 1      |            |

## Пам'ятки монументального мистецтва
| № | Охронний номер | Назва | Місце                      | Рік встановлення | Опис | Автори                                                 | Фото |  |
| - | -------------- | --- | -------------------------- | ---------------- | --- | ------------------------------------------------------ | ---- |  |
| 1 | 89             | Пам'ятний знак на честь радянських воїнів-робітників та службовців фабрики кіноплівки, які загинули під час Великої Вітчизняної війни | вул. Депутатська           | 1974             | | скульптори Любомир Терлецький, А. А. Коломієць         |      |  |
| 2 | 1369           | Пам'ятний знак на честь трудових звершень робітників та службовців НВО «Свема»                                                        | Сквер біля НВО «Свема»     | 1974             | | скульптори Олександр Пилєв, Валентин Усов              |      |  |
| 3 | 98             | Пам'ятник Миколі Островському | Площа імені 50-річчя ВЛКСМ | 1975             | Погруддя Миколи Островського, виготовлене із кованої міді встановлене на цегляному чотигранному постаменті, облицьованому мармуровими плитами. | скульптор Валенин Чухаркін, архітектор І. Д. Харитонов |      |  |

## Пам'ятки історії
| №  | Назва | Місце                                      | Зображення |
| -- | --- | ------------------------------------------ | ---------- |
| 1  | Група братських могил червоноармійців, які загинули під час громадянської війни та партизанів, які загинули під час Великої Вітчизняної війни                                                 | На розі Садового бульвару та вул. Свободи  |            |
| 2  | Братська могила радянських воїнів | Вул. Шкільна                               |            |
| 3  | Братська могила радянських воїнів | Вул. Заводська, парк                       |            |
| 4  | Братська могила радянських воїнів | Лазарівське кладовище                      |            |
| 5  | Братська могила радянських воїнів та партизан | Артемівський мікрорайон, кладовище         |            |
| 6  | Братська могила радянських воїнів | Вул. Свободи                               |            |
| 7  | Могила Ющенка П. В. — радянського воїна | Лазарівське кладовище                      |            |
| 8  | Братська могила жертв фашизму | Вул. Інститутська, 1                       |            |
| 9  | Братська могила жертв фашизму | Біля адміністративного корпусу НВО «Свема» |            |
| 10 | Могила Геніна І. М., який загинув у Афганістані | Центральне кладовище                       |            |
| 11 | Могила Гордєєва П. В., який загинув у Афганістані | Лазарівське кладовище                      |            |
| 12 | Могила Іванова І. А., який загинув у Афганістані | Куйбишевський мікрорайон, кладовище        |            |
| 13 | Могила Кузьміна С. В., який загинув у Афганістані | Локотківський мікрорайон, кладовище        |            |
| 14 | Могила Масютіна І. В., який загинув у Афганістані | Центральне кладовище                       |            |
| 15 | Могила Сурая В. О., який загинув у Афганістані | Локотківський мікрорайон, кладовище        |            |
| 16 | Могила Великоконя І. І. — Героя Радянського Союзу | Центральне кладовище                       |            |
| 17 | Будинок, в якому з грудня 1918 по серпень 1919 року розміщався військово — революційний комітет, а в 1921—1923 роках працював першим секретарем повітового комітету КП(б)У Дем'ян Коротченко. | На розі Садового бульвару і вул. Свободи   |            |
| 18 | Місце, де 20 грудня 1905 року сталася сутичка робітників і селян з царським військом, а 8 листопада 1917 року відбувся мітинг на підтримку Жовтневого збройного повстання в Петрограді        | пров. Садовий, 71                          |            |